# Werner Miethe
Werner Miethe, (Berlín, 17 de juliol de 1906 - 1968) fou un ciclista alemany, que es va especialitzar en les curses de sis dies.
Durant la guerra va col·laborar amb el nazis, i més tard se'l va acusar d'estar involucrat amb la mort del també ciclista Albert Richter.

## Palmarès
- 1934
  - 1r als Sis dies de Cleveland (amb Gustav Kilian i Heinz Vopel)